# 傑利蠑螈
傑利蠑螈（英語：Gerrymandering），又名不公正劃分選區，是一個來自美國的政治術語，指以不公平的選區劃分方法操縱選舉，使投票結果有利於某方。這個術語源自1812年身為美國麻薩諸塞州州長的埃尔布里奇·格里（Elbridge Gerry）將某一選區劃分成不尋常的蠑螈（salamander）狀，以讓民主共和黨得勝。當時被重劃的選區中，有一選區形狀特別怪異，有如蠑螈（一種長得像蜥蜴的兩棲動物），格里的政敵於是將格里（Gerry）姓氏與蠑螈的字尾（mander）組合成「gerrymandering」（傑利蠑螈），以影射為照顧黨派利益，不公平畫分選區的方式，此後沿用於世。美國最高法院在1985年裁決該做法違憲，此後各州的眾議院選區劃分須以人口比例去作分配，而全國則以每十年的人口普查決定州的選區數目。
傑利蠑螈的原文「Gerrymander」在其語言的使用方法中，可同時作動詞和名詞使用。作動詞時，指將選區劃分成對特定某方有利；作名詞時，指專對特定某方利益設計並劃分後的選區。其發音方面，原麻州州長格里（Gerry）裡的「G」是發音成硬G/g/，但在傑利蠑螈（gerrymander）裡，因為顎化的關係而發音成軟G。傑利蠑螈常見於實行單一選區制及複數選區制的民主國家。

## 詞源

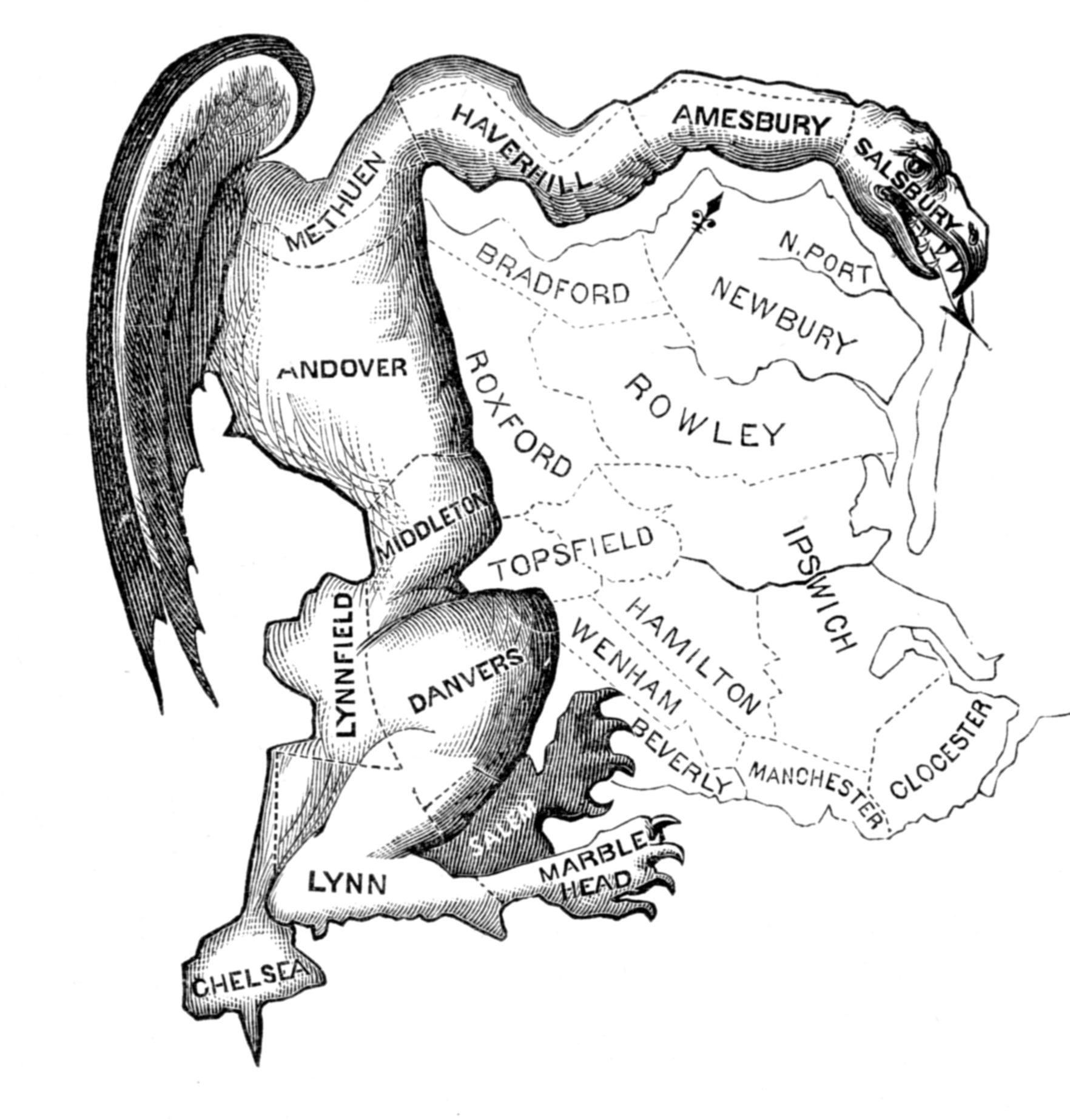
1812年麻薩諸塞州选区划分

1812年當時美國麻薩諸塞州州長埃爾布里奇·格里（Elbridge Thomas Gerry）為確保民主共和黨在州議會選舉中贏得更多議席，於是簽署當時民主共和黨憑藉州議會多數席次所通過的一項法案，蓄意將麻薩諸塞州州議會選區重劃，讓敵對聯邦黨人票源集中在少數選區，保障民主共和黨候選人能不成比例地當選。儘管有一說稱格里對於這樣安排黨派性很強的選區感到不滿，但無論如何他簽署該法案而惹議。
當時重劃的選區中，有一選區形狀相當怪異，狀似蠑螈（salamander）的兩棲動物；或是傳說中亦是長得像蜥蜴的同名怪物沙羅曼達，尾巴長長的，還有翅膀的樣子。於是作為其政敵的聯邦黨便將埃爾布里奇·格里（Gerry）的姓氏與蠑螈的字尾（mander）組合而成「gerrymandering」（傑利蠑螈），用來影射為照顧黨派利益，不公平劃分選區的方式。最後民主共和黨贏得該州議員選舉，格里本人則輸掉州長選舉，但隨後他成為詹姆斯·麥迪遜的副總統，於1814年任內去世。

## 操作解說
上圖為一虛構例子。A至C均有6票紅色、9票黑色，A至C的總票數各為15，同時均被劃分為三個小區。因應不同的選區劃分，雙方取得的席位數目截然不同。在A中黑組全取3席，紅組0席；在B中，黑組優勢被削弱，取得2席，紅組取得1席；而在C中，紅組卻可取得2席，比黑組還要多1席。

## 手段

### 集中選票和分散選票
在選區劃分的過程中有兩大基本策略，其一是盡可能極大化己方票源的有效使用，其二是盡可能極小化對方票源的有效使用。故此「集中選票」（packing）和「分散選票」（cracking）為傑利蠑螈的主要手段。
- “集中選票”指盡可能將敵對陣營支持者集中劃入己方的鐵票區域，以降低這些選票在其他區域的影響力。亦可将敌对阵营支持者集中特定选区，通过田忌赛马的方式，牺牲这个选区，以降低這些選票在其他區域的影響力，从而保证其他选区己方占优。
- “分散選票”則指盡可能將對方陣營的鐵票區域劃分成數個選區，以達到稀釋對方鐵票區域的作用力。

### 劫持选票和绑架选票
另外的方式是針對候選人，包括劫持选票和绑架选票，從而對方陣營受損。
- “劫持选票”通过重新划分两个选区的方式，迫使两位现任者在同一个选区中与对方竞逐，确保其中一位会被除去。[5]
- “绑架选票”将一位现任者的家庭住址放进另一个选区中。[5]如選舉規定參選人必需居住在選區之內，更改劃界後现任者不再住在其选区中连选会变得更加困难，或者可能面对有着新选民基础的新选区。这常被用作打击代表多个都市区域的政治家，即较大的城区会被从选区中去除，使得选区变得更加乡村。

### 單一選區制
將對方陣營的鐵票區域劃分成數個選區，使對方無法競爭。

### 複數選區制
除了將對方陣營的鐵票區域劃分成數個選區，使對方無法競爭。而且劃分時使各區人口與應選人比例很大差距，使己方陣營可獲得較多席次。

### 比例代表制
劃分時使各區人口與應選人比例有很大且不合理的差距，使己方陣營可獲得較多席次。例如按照比例代表制分成幾個選區，使己方陣營獲得較少票數，卻能獲得相對較多的席次。

## 各地事例

### 美國
美國的国会众议院以及州议会選區劃分大致按人口的比例進行選區劃分，而各州的眾議院選區劃分須以人口比例去分配，同時容許各州議會按選舉結果去進行選區劃分（不是由聯邦政府定奪選區）。選區劃分使兩黨制得以鞏固，並確保共和黨和民主黨兩大黨維持主導地位。
每十年的人口普查及選舉結果均會影響未來十年的選區劃分，例如在2010年美國中期選舉，共和黨勝出國會眾議院選舉，並取得31個州的執政權以及州議會；同年亦是人口普查，該年的選區重劃改變選舉人票的各州比例，被認為可以確保共和黨在未來十年主導美國政治、在選舉前佔絕對優勢，民主黨則在加州和紐約州等佔絕對優勢的地區進行選區劃分。選區劃分使每兩年舉行的眾議院選舉，不少選區實際上在選舉舉行前已可預知選舉結果。這也導致得票和議席不相等的情況，如2018年美國中期選舉，共和黨在威斯康辛州僅取得45%的選票但嬴得63%的議席。
2021年3月22日，自由之家发布特别报告指出，美国的选举制度使得两大党以外的任何第三勢力难以成为可行的替代选择，从而为美国越来越严重的政治极化奠定基础；傑利蠑螈对美国政治产生了最具腐蚀性和最急剧的影响，意味着立法者可以选择选民，从而使得党内初选成为现任民选官员的真正竞争，而出来投票的通常都是坚定的党派拥护者；这种情况鼓励候选人采取更极端立场，并逐渐偏离中间路线。
|  | 北卡罗来纳州第十二國會選區在2003年至2016年间是"集中选票"的一个例子。这个选区中的居民主要是投票给民主党人的非裔美国人。 |
|  | 加利福尼亞州第二十三國會選區被设计成按比例分割民主党的选民，处于一条狭长的海岸中，是一个"集中选票"式的选区划分例子。该选区在2010年人口普查后由加利福尼亚的无党派委员会重新绘划，不再遵照原有的边界。 |
|  | 一个"分散选票"式的选区划分例子。位于地图中央的富兰克林县中，俄亥俄州哥伦布集中的都市(也是主要支持自由派民主党的)区域，被一分为三，每块都被接上主要是投票给共和党的保守派的市郊，且在选票数上被其淹没。 |
|  | 加利福尼亞州第十一國會選區被划分成对它当时的现任共和党代表有利。该选区在2010年人口普查后被重劃。 |
|  | 两党现任者傑利蠑螈制造了加利福尼亞州第三十八國會選區，民主党人Grace Napolitano的在地选区，她在2004年选举中自动当选。该选区在2010年人口普查后由加利福尼亚的无党派委员会重劃。 |
|  | 德克萨斯州在2003年争议性的划分选区使共和党人湯·德利在第22号选区当选。 |
|  | 加州参议院选区在南加州的怪异形状(2008) 招致了杰利蝾螈的批评。 |
|  | 伊利诺伊州第四國會選區耳罩般的形状将两块西班牙裔区域集中起来，只在294号州际公路沿线保留狭窄的联结。 |
|  | 自从民主党人吉姆·馬特森在2000年当选后，犹他州立法院重划了第二國會選區以扶助未来的共和党多数地位。主要支持民主党的盐湖城，被与主要支持共和党的犹他州东部和南部通过一条穿过犹他县的狭长地带连接起来。尽管如此，馬特森仍然连任。2011年，立法院创建了新的国会选区，将保守的乡村地区与更加都市的区域合并来冲淡民主党选票。 |
|  | 在州西部的伊利諾州第十七國會選區被傑利蠑螈，主要的都市中心被联结起来，且迪凯特被包含在内，虽然它几乎与主要选区相分离。2013年被重划。 |
|  | 在2014年，华盛顿邮报将馬里蘭州第三國會選區列入全美前十个杰利蝾螈现象最严重的州。选区划分偏向民主党人。当前马里兰州第三选区代表約翰·薩班斯提议的关于美国选举改革的For the People Act of 2019即着眼于杰利蝾螈，选举权利和其他问题。                                                                                     |
|  | 北卡羅來納州第四國會選區劃分不當2017年被重劃。 |

### 英國
英國下議院除了重新劃分選區之外，還可透過遷移選民的方法，將己方支持者大量納入對自己有利的固有選區中，細小選區劃分使兩黨制得以鞏固，並確保保守黨和工黨兩大黨維持議會的主導地位。選區劃分使五年內舉行的下議院選舉，不少選區在選舉舉行前已可預知選舉結果，大選中逾五百席期分別被保守党及工党占有。
這案例發生在1990年代的英國西敏市，當時保守黨執政的地方政府，市議會主席雪莉·波特（Dame Shirley Porter）和其他市議員策劃並執行了一個社區政策，將該市內的公共房屋出售給有意支持該黨的人民，以支援保守黨的邊緣選區，使保守黨贏得1990年西敏市市議會選舉。其後因人口不尋常流動使其他議員及反對陣營有所懷疑，並告上法庭要求審核該社區政策是否合法，雪莉及其餘5人最終被判有罪。

### 愛爾蘭
1980年代以前，愛爾蘭的選區劃分方案並非由一個獨立委員會負責，而是由政府內部直接決定。故此早期當權的政治人物被抨擊是利用傑利蠑螈而得益。1947年，愛爾蘭由共和黨執政，但新興政黨Clann na Poblachta迅速崛起形成威脅。當時的埃蒙·迪·華理拉政府提出《1947年選舉法（修正案）》，將選區從138個增加到147個。接下來1948年2月的大選中，Clann na Poblachta只取得了10個議席，與他們獲得的得票率不成比例。
1970年代中，地方政府部長詹姆斯·塔利（James Tully）企圖將選區重新劃分，以確保统一党（Fine Gael）和工党（Labour Party）组成的执政聯盟能贏得議會多數。可惜策略失敗，執政黨最終輸掉1977年的大選。事後出現塔利蠑螈（Tullymandering）一詞，意指失敗版本的傑利蠑螈（gerrymandering）。

### 加拿大
2006年加拿大愛德華王子島省政府決定放棄採用由獨立委員會起草的選舉地圖；相反執政黨黨團自行設計並採納了新的選區劃分計劃，從而引起爭議。反對黨及媒體皆抨擊省長使用傑利蠑螈，以操縱選舉結果。與此同時，政府所採用的劃分方案，確保現任立法議會的執政黨黨員都能分配到一個小區去競選連任。儘管如此，20名現任黨員中只有7名能於2007年選舉中再次當選。

### 马来西亚
自从1957年独立以来，马来西亚国内一直存在着杰利蝾螈的做法。执政联盟（国阵）被指控通过选举委员会修改选区边界来巩固政权。自1974年以来，透過不合理分配制度，当时的霹雳州最多选民人数的议席是最少选民人数的议席的十几倍。2013年選舉，国阵尽管普选票只有47％，卻获得马来西亚下议院60％的席位。在2018年的选区划分中，杰利蝾螈变得更加严重，尤其以雪兰莪和吉隆坡为最，有統計指执政党最少只需要16.5%的普选票就可执政。
自反对党（即民联）执政马来西亚雪兰莪后（吉隆坡的外围州属）后，马来西亚选举委员会通过重新划分选区以帮助执政党通过分散选票（如图）或集中选票（如位于雪兰莪，全国最大的白沙罗选区拥有超过15万选民，和约百公里以外的全国最小选区布城相比是它的6倍）。重新划分后的选区使得城市凝聚力式微。其中图中加影（Kajang）选区将加影市的大部分地区划入一区，和无拉港（Balakong）及双溪拉玛（Sungai Ramal）属于万宜国会选区。而杜顺大（Dusun Tua）和士毛月（Semenyih）则为加影外围乡村地区，并同时属乌鲁冷岳国会选区，而再划分之前加影属于此选区。这样做使得以城市选票为主的反对党只能赢得左边的万宜，而右边的乌鲁冷岳则很有可能由执政党国阵赢得，除非乡村选民转变支持反对党。不过在2018年大选，反对党希望联盟凭借约五分之一的马来选民票转移反对党，使得杰利蝾螈无法发挥效用。

无拉港的选区边界狭长，以将华裔选民集中在该选区，降低反对党赢得周边议席的概率

### 新加坡
幾十年來，批評者指責執政人民行動黨（PAP）採取包括傑利蠑螈的不公平選舉做法，以維持新加坡議會的多數席位。當中選舉署是新加坡總理領導下的行政部門的一部分，而不是一個獨立的機構。批評者指責它賦予執政黨權力，根據以往選舉結果，輔以選舉工程來決定投票區和投票地點。
反對黨成員聲稱，集選區制是“選區劃分的同義詞”，並指出在反對黨在選舉中獲得比其他選區高的得票率後，選舉部門便在下屆選舉拆散靜山集選區和友諾士集選區，並將選民重新分配到其他選區。

### 菲律賓
菲律賓的選區最初是根據1987年憲法委員會制定的《菲律賓憲法》而劃分的，但憲法亦同時賦予菲律賓國會有重新劃分選區的權力。一旦一個地方的居民數目達到25萬，國會便能在這裡新增一個選區。這樣國會議員通過在新增選區的過程中施加壓力，把舊區的人口遷移至目標地區，使該地區成為新的選區。 隨著菲律賓人口增加，在1987年最初創立的200個選區之上，又被新增34個選區。以南甘馬粦省為例，該省原先只有2個選區，後來被重新劃分作3個選區，而其中一個選區事實上未達25萬的人口最低要求。這個做法被批評為傑利蠑螈，用以使有關政黨從中得益。不過菲律賓政黨以地方政團为主，因選區數目多，單一政黨難以在全國建立勢力範圍，需要联合執政。

### 中華民國（臺灣）
- 新北市立法委員第一選舉區：泰山區、林口區受淡水河所分隔，且林口區偏向桃園生活圈，泰山區則偏向新莊生活圈，此兩區與淡水地區較無交集。
- 新北市立法委員第十二選舉區：金山區、萬里區與瑞芳區、平溪區、雙溪區、貢寮區受基隆市所分隔，僅以汐止區連結兩端。
- 台中市立法委員第一選舉區：選區內最南的梧棲區，其市區明顯距沙鹿市區較近，且依據輪廓及交通易達性綜合考量下，應當屬第二選區，但因其選舉版圖結構考量之故被劃入第一選區。
- 台中市立法委員第二選舉區：跨越屯區及海線地區，僅以烏日區連結兩端，兩選舉區均為形狀細長，實際於選區內移動上困難的選區。
- 台中市立法委員第三選舉區：后里與神岡、大雅及潭子間，隔了屬第八選區的豐原區，且四區中僅后里位於大甲溪以北，且后里市區距其他三區的市區已有逾十公里之遙，而大雅、神岡及潭子，市區最遠亦不逾八公里。

中華民國立法委員選舉區每十年重劃一次，2020年選區重劃方案，依據人口增幅民主進步黨佔有優勢的臺南市選區增為6席，惟將國民黨票源的東區拆分編進2個選區。時任國民黨臺南市黨部主委謝龍介稱批評將一個行政區劃分為2選區破壞完整性及公平性。
另外的例子，新北市板橋區在2005年的板橋市長選區劃分，若照當地的戶政事務所採南北向切分區，則東側選區泛藍泛綠形成均勢；但選區最後採東西向切，使得兩選區都變成泛藍較多的局面。

### 香港
香港區議會全部選區自1994年沿用單議席單票制，選區劃分往往引起爭議。最典型例子之一是2007年深水埗區議會，重整南昌街一帶選區。屬於民主派的南昌東選區被一分為四，分劃入石硤尾、南昌北、南昌南和南山選區。當中南山選區的新增部分和原有部分其實相隔一座小山。同區的大坑東及又一村選區就分拆，大坑東邨加入原本的南山選區，又一村就加入又一居一帶，成為一個純富有人士的選區，被人質疑以階級劃界。南昌南與南昌中之間的劃界甚至細分到以唐樓間的小巷為界。當時的選區劃分被不少人質疑別有用心。結果民主派在這一系列改動中失去不少議席，除了「消失」的南昌東一席，還有南昌北和又一村。連民主派本身紮根甚深的南昌中都以些微票數敗給親中候選人，未能重奪因區議員投向民建聯而失去的一席，使建制派進入深水埗核心。即使2015年重設的南昌東選區由民主派「取回」，但建制派不單守住2007年奪得的南昌北，更奪得新增人口最多的石硤尾選區，使建制派主導該區議會至2017年。
此後特區政府被在指其他區運用同樣手法，意圖分割泛民支持較集中的選區來控制增加親政府議員比例。如2015年的西貢區議會，多個原來泛民議員當選的選區都被重新劃區，形成多個選區出現混戰。在汲取經驗後，特區政府將同樣手法用於2019年香港區議會選舉，引起現任議員抗議及媒體的關注。
2021年4月，隨著選舉制度改革，重新劃分立法會選區，部分選區不單打破原有十八區分界，甚至打破傳統港九新界分界，將原屬新界的離島區劃入香港島西選區內，引起部分市民質疑。